# Jelle De Beule
Jelle De Beule (Zele, 18 februari 1981) is een Vlaamse acteur, comedy- en televisiemaker en cartoonist, die bekend is als lid van de groep Neveneffecten.

## Studies
De Beule studeerde samen met Jonas Geirnaert, ook lid van Neveneffecten, aan de Koninklijke Academie voor Schone Kunsten oftewel KASK. Als studierichting koos hij voor Animatie. De Beule maakte voor zijn eindwerk de kortfilm True Friends.

## Comedy
Met zijn drie vrienden (Jonas Geirnaert, Lieven Scheire en Koen De Poorter) stond De Beule ook op de planken met de show Zinloos Geweldig (2004), waarvan ook een dvd uitkwam met enkele extraatjes. Met deze show wonnen zij op het Groninger Studenten Cabaret Festival in Nederland, toen De Beule nog hun technicus was.
In 2009 maakte Neveneffecten samen met het improcomedygezelschap de Lunatics de voorstelling Te lui en niet bekend genoeg.
In 2011 nam De Beule samen met Lieven Scheire deel aan de Crazy Comedy Cover Contest. Ze brachten een cover van Mannen van de Radio.

## Televisie
De Beule startte zijn televisiecarrière in 2004 als schrijver voor de Vlaamse versie van Kopspijkers en werkte vanaf september 2005 bij televisiebedrijf Woestijnvis, waar hij met Neveneffecten het gelijknamige programma Neveneffecten maakte. Dit programma bracht absurde humor. Er werden bijvoorbeeld natuurdocumentaires geparodieerd zoals die te zien zijn op National Geographic. De reeks telde acht afleveringen. In 2008 werd een tweede reeks van vijf afleveringen gemaakt.
In 2023 was hij gastspeurder in de 9de aflevering van The Masked Singer.

### De laatste show
Op 20 maart 2006 werd op één een aflevering van De laatste show uitgezonden waarin Neveneffecten twee volledig verzonnen items brachten. Hierin vertolkte De Beule de rol van Kevster, een lid van een boysband die in de problemen was gekomen nadat een van de andere leden, Bouvier X (gespeeld door Koen De Poorter) tijdens een knieval zijn tong had afgebeten. Hierdoor kon hij de letter r niet meer uitspreken. De band, die Albatros heette, had daarom besloten om hun naam om te vormen naar Meeuw en hun liedjes te herschrijven zodat er geen r meer in voorkwam. In deze aflevering speelden ook de andere leden van Neveneffecten, Jan Verheyen en Martin Heylen mee.
In 2009 kwam De Beule samen met Lieven Scheire wekelijks een complottheorie uit de doeken doen. Deze gingen bijvoorbeeld over de dood van koning Albert I of de tsunami van december 2004.

### Willy's en Marjetten
De Beule schreef mee aan de tweede reeks van Het Geslacht De Pauw. Hierin vertolkte hij ook een gastrol, hij speelde Patrick, de broer van Tine (reeks 2, afleveringen 7 en 8). In 2006 maakten Neveneffecten samen met Bart De Pauw het programma Willy's en Marjetten. Hierin nam De Beule onder meer de rol van VJ Nico voor zijn rekening. Hoewel het qua kijkerscijfers slechts aanvankelijk een succes was kende het programma ook veel tegenstanders. Via YouTube werd het echter een cultprogramma.

### Basta
Vanaf 10 januari 2011 kwam De Beule, samen met de andere Neveneffecten, zes weken lang op één met het programma Basta. Hierin brachten zij, zoals ze het zelf noemden, “zelfgeknutselde onderzoeksjournalistiek”. Het programma stond sterk in de belangstelling omdat het thema’s behandelde als de belspelletjes (die naar aanleiding van Basta van de buis gehaald werden) en SABAM.

### VIER
In september 2012 maakte De Beule mee de overstap naar de zender VIER van Woestijnvis. Daar werkte hij mee aan De Kruitfabriek waar hij onder andere Weekendtips maakte en vier keer de parodie De Fruitfabriek maakte met verzonnen verhalen. In 2013 was hij een van drie presentators van het reisprogramma Is 't nog ver?. Hij is van 2013 tot 2015 en vanaf 2019 tot heden jurylid in De Slimste Mens ter Wereld.
In het najaar van 2013 volgde de dagelijkse actuashow De Ideale Wereld het programma is't nog ver? op. In dit programma is De Beule samen met Sven De Leijer co-host van Otto-Jan Ham. Vanaf januari 2016 is het programma te zien op Canvas. Vanaf 2017 wordt De Beule als sidekick afgewisseld met Sven De Leijer, Jonas Geirnaert, Jan Jaap van der Wal, Jean Paul Van Bendegem, Liesa Naert, Siska Schoeters en Faisal Chatar
In 2020 speelde De Beule ook mee in het sketchprogramma De Anderhalve Meter Show, met onder anderen Liesa Naert en Koen De Poorter, die ook meespeelden in Willy's en Marjetten.

### Streamz
In 2022 schreef De Beule mee aan de reeks Nonkels op Streamz. Hij vertolkte hierin het personage van Luc Persyn, een van de hoofdrollen van de serie. Nonkels werd in de zomer van 2022 ook uitgezonden op Play4.

## Stemmenwerk
In 2007 sprak De Beule in de Vlaamse versie van The Simpsons Movie de stemmen in van Chief Wiggum, Ralph, Scratchy, Barney en Hans Moleman. Later deed hij dit nog eens in een aflevering ter ere van de twintigste verjaardag van de reeks.
In 2009-2010 sprak hij verscheidene stemmen in voor de populaire tekenfilmpjes van Kabouter Wesley. Elk personage, behalve kabouter Wesley zelf, werd door hem vertolkt.
De Beule is eveneens de stem achter de rubriek 'Het Gesproken Dagblad' in Man bijt hond.
De Beule deed verder de Vlaamse voice-over van Eddie in de animatiefilms Ice Age 2, 3, 4 en 5.

## Persoonlijk
De Beule is sinds 2011 getrouwd met Sylvia Van Driessche, oud-hoofdredactrice van het jongerenblad Joepie. Ze hebben samen drie kinderen.

## Varia
De Beule tekende vroeger wekelijks cartoons voor de weekbladen Joepie en TV-gids. In de zomer van 2011 verzorgde hij in het weekblad Humo samen met Koen De Poorter de rubriek 'Rufus en Minoe'. Dit had de schijn van een rubriek voor kinderen, maar deze rubriek was overspoeld met sarcastische humor. Rufus is een getekende kat en Minoe een paard die figureerden als spilfiguren in spelletjes, raadseltjes en kleurplaten. Het kan worden beschouwd als een parodie op de spelletjeshoek van Studio 100 in dagblad Het Laatste Nieuws.
- Bibliothèque nationale de France: cb15908164v (data)
- International Standard Name Identifier: 0000 0000 0212 3777
- MusicBrainz: f7d6527d-5a42-4ea5-ab95-8f8c113a6489
- Virtual International Authority File: 49561799